# Uładzimir Drażyn
Uładzimir (Uładzimier) Drażyn (biał. Уладзімір (Уладзімер) Дражын; ur. 25 września 1947 w obwodzie mińskim) – białoruski działacz państwowy i dyplomata, od 2008 do 2013 ambasador pełnomocny i nadzwyczajny w Republice Litewskiej i równolegle w Republice Finlandii (ambasador nierezydujący).

## Życiorys
Ukończył Białoruski Państwowy Instytut Politechniczny ze specjalnością inżyniera-mechanika oraz Wyższą Szkołę Partyjną przy KC Komunistycznej Partii Białorusi w Mińsku. W 1965 rozpoczął pracę jako nauczyciel w dzielnicy starodorożskiej Mińska. Później pracował m.in. w Białoruskiej Fabryce Samochodów.
W 1981 skierowano go do pracy ideologicznej w rejonie nieświeskim. Dziesięć lat później objął urząd przewodniczącego Rejonowego Komitetu Wykonawczego w Nieświeżu. Był deputowanym do Rady Najwyższej Republiki Białorusi XII kadencji (1990–1995). W 1998 został wiceprzewodniczącym Obwodowego Komitetu Wykonawczego w Mińsku. Od 2001 do 2005 pełnił funkcję wicepremiera Republiki.
W 2005 ponownie zasiadł w parlamencie, tym razem w Radzie Republiki jako przedstawiciel obwodu mińskiego. W 2008 mianowany ambasadorem Białorusi w Wilnie oraz Helsinkach.
Funkcję ambasadora sprawował do 2013 roku.